# Atherigona gamma
Atherigona gamma är en tvåvingeart som beskrevs av Adrian C. Pont 1981. Atherigona gamma ingår i släktet Atherigona och familjen husflugor.
Artens utbredningsområde är Nepal. Inga underarter finns listade i Catalogue of Life.